# Bivolje
Bivolje (izvirno srbsko Бивоље) je naselje v Srbiji, ki upravno spada pod Občino Kruševac; slednja pa je del Rasinskega upravnega okraja.

## Demografija
V naselju, katerega izvirno (srbsko-cirilično) ime je Бивоље, živi 242 polnoletnih prebivalcev, pri čemer je njihova povprečna starost 34,9 let (34,0 pri moških in 35,8 pri ženskah). Naselje ima 106 gospodinjstev, pri čemer je povprečno število članov na gospodinjstvo 3,11.
To naselje je, glede na rezultate popisa iz leta 2002, večinoma srbsko.
|  |

| Demografija | Demografija     | Demografija     |
| Leto        | Št. prebivalcev | Št. prebivalcev |
| ----------- | --------------- | --------------- |
|             |                 |                 |
|             |                 |                 |
|             |                 |                 |
|             |                 |                 |
| 1948        | 2588            |                 |
| 1953        | 2769            |                 |
| 1961        | 3420            |                 |
| 1971        | 6905            |                 |
| 1981        | 212             |                 |
| 1991        | 186             | 185             |
| 2002        | 332             | 330             |
|             |                 |                 |

| Etnična sestava po popisu iz leta 2002 | Etnična sestava po popisu iz leta 2002 | Etnična sestava po popisu iz leta 2002 | Etnična sestava po popisu iz leta 2002 | Etnična sestava po popisu iz leta 2002 |
| -------------------------------------- | -------------------------------------- | -------------------------------------- | -------------------------------------- | -------------------------------------- |
| Srbi                                   | Srbi                                   |                                        | 269                                    | 81,51%                                 |
| Romi                                   | Romi                                   |                                        | 51                                     | 15,45%                                 |
| Albanci                                | Albanci                                |                                        | 3                                      | 0,90%                                  |
| Jugoslovani                            | Jugoslovani                            |                                        | 3                                      | 0,90%                                  |
| Neznano                                | Neznano                                |                                        | 4                                      | 1,21%                                  |